# Campylaimus lefeveri
Campylaimus lefeveri är en rundmaskart. Campylaimus lefeveri ingår i släktet Campylaimus, och familjen Axonolaimidae. Arten är reproducerande i Sverige.